# جرج میلر (سیاستمدار)
جرج میلر (به انگلیسی: George Miller) زاده ۱۷ مه ۱۹۴۵ نمایندهٔ حوزه انتخابیه یازدهم کالیفرنیا از حزب دموکرات ایالات متحده آمریکا در مجلس نمایندگان ایالات متحده آمریکا است که برای نخستین‌بار در ۳ ژانویه ۱۹۷۵ میلادی به‌عضویت این مجلس درآمد.